# 范德堡法
范德堡法（英語：Van der Pauw method），又称四点量测法，是一种测量样品电阻率和霍尔系数的技术。它能够用于精确测量任意形状的样品，只要样品大约是二维的（非常薄)，固体（无孔），电极能放在它的边上。范德堡法在样品四周放置了四个探针，这与四端点测量技术不同：前者测得样品平均电阻率，而后者测量传感方向上的电阻率。利用这一不同，在测量各向异性材料的属性时，可使用范德堡法的扩展方法，即蒙哥马利方法。
根据测量数据可以计算材料的以下属性：
- 材料的电阻率。
- 掺杂类型（即是p型或是n型材料）。
- 多数载流子的面密度（单位面积多数载流子的数量），通过这个可以得到电荷密度和掺杂程度。
- 多数载流子的迁移率。

该方法在1958年首次被Leo J. van der Pauw提出。

## 使用条件
使用这种技术有五个必须满足的条件：
1. 样品必须是具有均匀厚度的平面形状。
2. 样品必须没有任何孤立的洞；
3. 样本必须是均匀和各向同性的；
4. 四个电极必须位于样品边缘；
5. 任何一个电极接触的面积应该至少比整个样品的面积少一个数量级。

## 样品准备
使用范德堡法时，样品厚度必须远低于样品的宽度和长度。为了减少计算的误差，样品最好是对称的。样品必须没有孤立的洞。

一些可能的放置方法

测量时需放置四个歐姆接觸。他们的位置需要满足一定条件：
- 它们必须在样品的边界（或尽可能接近边界）。
- 它们必须无限小。实际上，它们需要尽可能小；由非零大小导致的错误将出现于计算D/L处，D是欧姆接触的平均直径而L是电极之间的距离。

此外，从电极引出的导线应是同一批次的线，以将热电效应的影响降至最低。出于同样的原因，四个电极应选用相同的材料。

## 测量的定义
- 电极在左上开始按逆时针从1到4编号。
- 电流I12是由1流入由2流出的直流电流，单位是安培（A）。
- 电压V34是没有外部磁场时接触3和4间的直流电压（即V4-V3），单位是伏特（V）。
- 电阻率ρ是单位是欧姆⋅米（Ω⋅m）。
- 样品的厚度t的单位是米（m）。
- 薄膜电阻RS的单位是欧姆每平方（Ω/sq或{\displaystyle \Omega /\Box }）。

## 测量电阻率
样品的平均电阻率ρ=RS⋅t，薄层电阻RS的决定如下。对于电阻率各向异性材料、个别电阻组件，如ρx或ρy，可以使用蒙哥马利方法计算。

### 基本的测量
测量样品一边的电流（例如I12）和对边的电压（在这里是V34）。根据这两个值，使用欧姆定律（在这里就是{\displaystyle R_{12,34}}）可以得到一个电阻：
{\displaystyle R_{12,34}={\frac {V_{34}}{I_{12}}}}
在范德堡的论文中，具有任意形状的样品薄膜电阻可以由两个电阻确定——一个测量垂直边缘得到的，如{\displaystyle R_{12,34}}，另一个由测量相应的水平边缘得到，如{\displaystyle R_{23,41}}，实际的薄膜电阻可由这个范德堡公式求出。
{\displaystyle e^{-\pi R_{12,34}/R_{s}}+e^{-\pi R_{23,41}/R_{s}}=1}

### 利用互能定理测量
互能定理告诉我们：
{\displaystyle R_{AB,CD}=R_{CD,AB}}
因此，通过两个额外的倒数值的测量并求平均结果可以获得一个更精确的电阻值。
我们定义
{\displaystyle R_{\text{vertical}}={\frac {R_{12,34}+R_{34,12}}{2}}}
和
{\displaystyle R_{\text{horizontal}}={\frac {R_{23,41}+R_{41,23}}{2}}}
然后，范德堡公式变为
{\displaystyle e^{-\pi R_{\text{vertical}}/R_{S}}+e^{-\pi R_{\text{horizontal}}/R_{S}}=1}

### 交换极性后测量
要想得到更准确的值，可以在切换电流源和电压表的极性后重复测量。因为这仍然是测量样品的相同部分，只是方向相反，Rvertical和Rhorizontal仍然可以通过求平均值获得。这样做的好处是，任何补偿电压，如由于塞贝克效应导致的电势，将会被抵消。
结合这两种方法导出电阻的公式：
{\displaystyle R_{\text{vertical}}={\frac {R_{12,34}+R_{34,12}+R_{21,43}+R_{43,21}}{4}}}
和
{\displaystyle R_{\text{horizontal}}={\frac {R_{23,41}+R_{41,23}+R_{32,14}+R_{14,32}}{4}}}
范德堡公式和前一节中的相同。

### 测量精度
上面的两个程序可检验测量的可重复性。如果任何交换极性后的测量结果与相应的标准极性的测量结果差距过大（一般大于3%），可能是因为操作错误导致。同样的原则也适用于利用互能定理的测量，只有达到足够精度才能用于计算。

### 计算薄层电阻
一般来说，范德堡公式不能按照已知函数得到薄层电阻RS。值得注意的例外是当Rvertical = R = Rhorizontal时，在这种情况下的薄层电阻有
{\displaystyle R_{s}={\frac {\pi R}{\ln 2}}}
在其他情况下，可以利用迭代法求RS。然而，这个公式并不满足巴拿赫不动点定理的前提条件，因此不能使用基于巴拿赫不动点定理的方法。相反，区间套收敛缓慢而稳定。
另外，牛顿迭代法收敛较快。为了简化公式，改用下列符号：
{\displaystyle s=e^{-\pi /{R_{s}}}}
{\displaystyle R_{v}=R_{vertical}}
{\displaystyle R_{h}=R_{horizontal}}
然后下一个近似{\displaystyle R_{s}^{+}}是
{\displaystyle R_{s}^{+}=R_{s}+R_{s}^{2}{\frac {1-s^{R_{v}}-s^{R_{h}}}{\pi (R_{v}s^{R_{v}}+R_{h}s^{R_{h}})}}}

## 其他计算

### 迁移率
半导体材料的电阻率可以由以下公式得到：
{\displaystyle \rho ={\frac {1}{q(n\mu _{n}+p\mu _{p})}}}
其中，n和p分别是物质中电子和空穴的浓度，μn和μp分别为电子和空穴的迁移率。
通常，材料被足够地掺杂，所以这两个浓度有数个数量级的差别，所以这个方程可以简化为
{\displaystyle \rho ={\frac {1}{qn_{m}\mu _{m}}}}
其中nm和μm是多数载流子的掺杂程度和迁移率。
如果我们注意到，薄层电阻RS等于电阻率除以样本的厚度，板密度nS是掺杂程度乘以厚度，我们可以消去厚度得到
{\displaystyle R_{s}={\frac {1}{qn_{s}\mu _{m}}}}
这可以依照前面计算得到的薄层电阻和板密度重新得出多数载流子迁移率：
{\displaystyle \mu _{m}={\frac {1}{qn_{s}R_{s}}}}

## 脚注
1. ↑  Koon, D. W.; Knickerbocker, C. J. . Review of Scientific Instruments. 1992, 63 (1): 207–210  [2018-07-13]. doi:10.1063/1.1142958. （原始内容存档于2016-03-02）.
2. ↑  Van der Pauw, L.J.  (PDF). Philips Research Reports. 1958, 13: 1–9  [2018-07-13]. （原始内容 (PDF)存档于2018-11-10）.)
3. ↑  Webster, John G. . New York: CRC Press LLC. 1999: 43-1. ISBN 3-540-64830-5.
4. ↑  Sze, S.M. . New York: Wiley. 2001: 53. ISBN 0-471-33372-7.